# Phorbia fascicularis
Phorbia fascicularis är en tvåvingeart som beskrevs av Tiensuu 1935. Phorbia fascicularis ingår i släktet Phorbia och familjen blomsterflugor. Inga underarter finns listade i Catalogue of Life.